# هاکور هیلمارسون

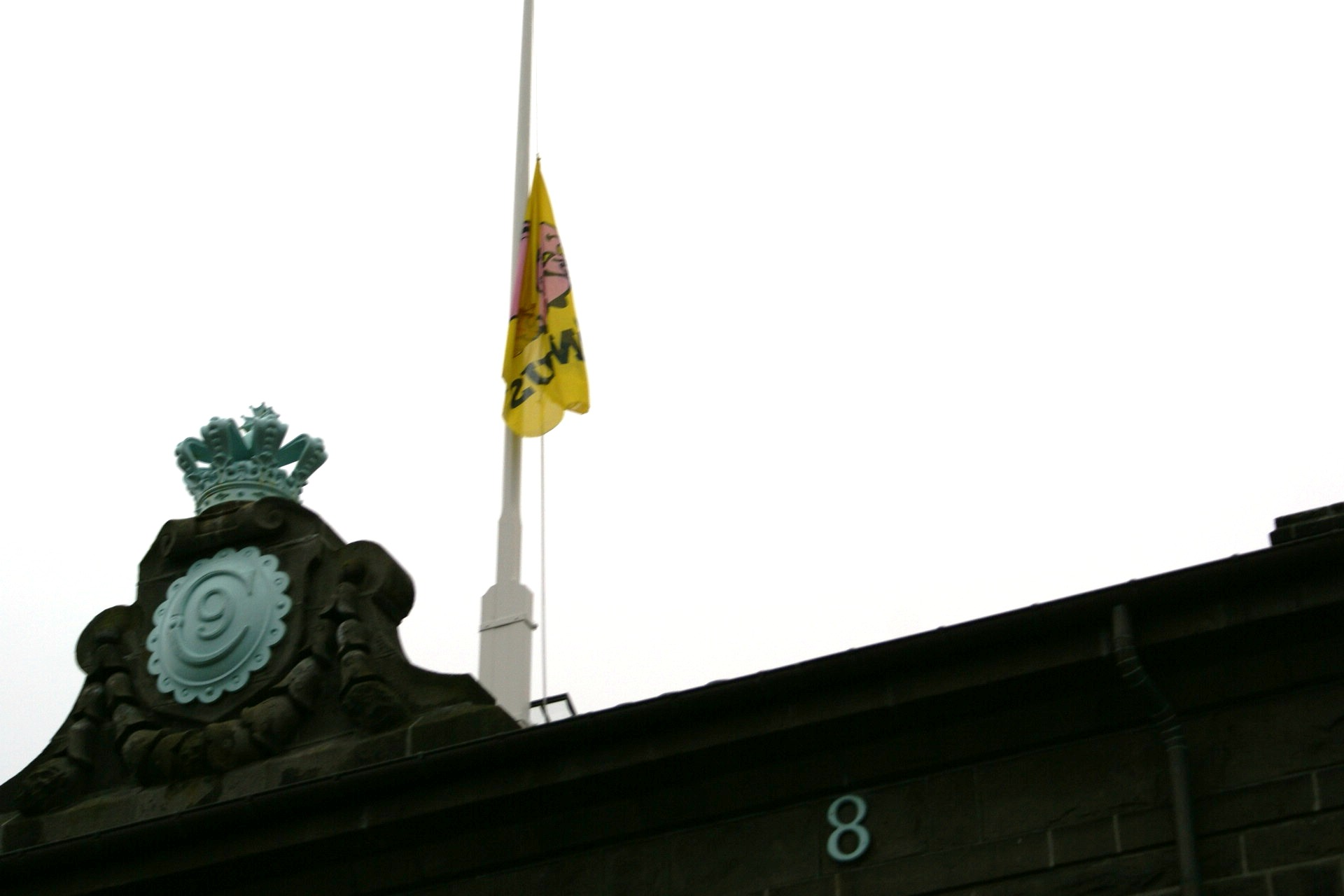
پرچمی که هاکور بر روی پارلمان ایسلند نصب کرد.

هاکور هیلمارسون (۲۲ ژوئیه ۱۹۸۶ – ۲۴ فوریه ۲۰۱۸) آنارشیست و فعال سیاسی ایسلندی بود. او در اعتراضات بحران مالی سال ۲۰۰۹ ایسلند از بام پارلمان ایسلند بالا رفت و پرچم یک فروشگاه زنجیره‌ای را به جای پرچم کشور نصب کرد. دستگیری او دو هفته بعد موجب شد حامیانش در مرکز پلیس شهر ریکیاویک تجمع کنند.

## مرگ
هاکور سال ۲۰۱۷ به سوریه سفر کرد و به عنوان یک آنارشیست به گردان آزادی بین‌المللی و یگان اتحاد انقلابی برای همبستگی بین‌المللی (RUIS) پیوست تا در کنار YPG بجنگد. او همان سال در آزادسازی رقه از دست دولت اسلامی شرکت داشت. در ماه مارس سال ۲۰۱۸ به شهر عفرین رفت و در ۲۴ فوریه، در جریان بمباران هوایی ترکیه کشته شد.